# Seznam divizij Kopenske vojske Združenih držav Amerike
Seznam divizij Kopenske vojske Združenih držav Amerike.

## Seznam

### Oklepne divizije
- 1. oklepna divizija
- 2. oklepna divizija
- 3. oklepna divizija
- 4. oklepna divizija
- 5. oklepna divizija
- 6. oklepna divizija
- 7. oklepna divizija
- 8. oklepna divizija
- 9. oklepna divizija
- 10. oklepna divizija
- 11. oklepna divizija
- 12. oklepna divizija
- 13. oklepna divizija
- 14. oklepna divizija
- 15. oklepna divizija
- 16. oklepna divizija
- 17. oklepna divizija
- 18. oklepna divizija
- 19. oklepna divizija
- 20. oklepna divizija
- 21. oklepna divizija
- 22. oklepna divizija
- 27. oklepna divizija
- 30. oklepna divizija
- 40. oklepna divizija
- 48. oklepna divizija
- 49. oklepna divizija
- 50. oklepna divizija

### Pehotne divizije
- 1. pehotna divizija
1. ekspedicijska divizija
1. pehotna divizija (mehanizirana)
- 2. pehotna divizija
- 3. pehotna divizija

- 3. pehotna divizija (mehanizirana)

- 4. pehotna divizija
- 5. pehotna divizija
- 6. pehotna divizija
- 7. pehotna divizija
- 8. pehotna divizija
- 9. pehotna divizija
9. zračnoprevozna divizija
- 10. pehotna divizija
10. lahka divizija
10. gorska divizija (lahka pehota)
- 11. pehotna divizija
11. zračnoprevozna divizija
11. zračnodesantna divizija
- 12. divizija
- 13. zračnoprevozna divizija
- 14. pehotna divizija
- 17. pehotna divizija
17. zračnoprevozna divizija
- 18. zračnoprevozna divizija
- 21. zračnoprevozna divizija
- 22. pehotna divizija
- 23. pehotna divizija
- Havajska divizija
- 24. pehotna divizija
- 25. pehotna divizija

- 25. pehotna divizija (lahka)

- 26. pehotna divizija
- 27. pehotna divizija
- 28. pehotna divizija
- 29. pehotna divizija
- 30. pehotna divizija
- 31. pehotna divizija
- 32. pehotna divizija
- 33. pehotna divizija
- 34. pehotna divizija
- 35. pehotna divizija
- 36. pehotna divizija
- 37. pehotna divizija
- 38. pehotna divizija
- 39. pehotna divizija
- 40. pehotna divizija
- 41. pehotna divizija
- 42. pehotna divizija
- 43. pehotna divizija
- 44. pehotna divizija
- 45. pehotna divizija
- 46. pehotna divizija
- 47. pehotna divizija
- 48. pehotna divizija
- 49. pehotna divizija
- 50. pehotna divizija
- 51. pehotna divizija
- 55. pehotna divizija
- 59. pehotna divizija
- 63. pehotna divizija
- 65. pehotna divizija
- 66. pehotna divizija
- 69. pehotna divizija
- 70. pehotna divizija
- 71. pehotna divizija
- 75. pehotna divizija

- 75. divizija (trenažna podpora)

- 76. pehotna divizija
- 77. pehotna divizija
- 78. pehotna divizija

- 78. divizija (trenažna podpora)

- 79. pehotna divizija
- 80. pehotna divizija
80. zračnoprevozna divizija
80. divizija (institucionalni trening)
- 81. pehotna divizija
- 82. pehotna divizija
82. zračnoprevozna divizija
- 83. pehotna divizija
- 84. pehotna divizija
84. zračnoprevozna divizija
84. divizija (institucionalni trening)
- 85. pehotna divizija
85. pehotna divizija (trenažna)
- 86. pehotna divizija
- 87. pehotna divizija
- 88. pehotna divizija
- 89. pehotna divizija
- 90. pehotna divizija
- 91. pehotna divizija
91. divizija (trenažna podpora)
- 92. pehotna divizija
- 93. pehotna divizija
- 94. pehotna divizija
- 95. pehotna divizija
- 96. pehotna divizija
- 97. pehotna divizija
- 98. pehotna divizija
- 99. pehotna divizija
- 100. pehotna divizija
100. zračnoprevozna divizija
- 101. pehotna divizija
101. zračnoprevozna divizija
101. zračnoprevozna divizija (zračnomobilna)
101. zračnoprevozna divizija (zračnodesantna)
- 102. pehotna divizija
- 103. pehotna divizija
- 104. pehotna divizija
- 106. pehotna divizija
- 108. pehotna divizija
108. zračnoprevozna divizija
- 119. pehotna divizija
- 130. pehotna divizija
- 135. zračnoprevozna divizija
- 141. pehotna divizija
- 157. pehotna divizija

### Konjeniška divizija
- 1. konjeniška divizija
- 2. konjeniška divizija
- 3. konjeniška divizija
- 21. konjeniška divizija
- 24. konjeniška divizija
- 61. konjeniška divizija
- 62. konjeniška divizija
- 63. konjeniška divizija
- 64. konjeniška divizija
- 65. konjeniška divizija
- 66. konjeniška divizija